# Guisa
Guisa (en francés Guise) es una comuna francesa situada en el departamento de Aisne, de la región de Alta Francia. Es la cabecera (bureau centralisateur en francés) y mayor población del cantón de su nombre y la sede de la mancomunidad Thiérache Sambre et Oise.

## Geografía
Está situada al norte del departamento, a orillas del río Oise, a 20 km al oeste de Vervins y a 25 km al este de San Quintín.

## Historia
Fue la posesión feudal de los duques de Guisa que darán origen a la dinastía de la Casa de Guisa, enfrentada a la Casa de Borbón durante las Guerras de religión de Francia.

## Demografía
| 3 085 | 3 039 | 3 097 | 2 729 | 3 072 | 3 241 | 3 543 | 3 528 | 4 060 | 3 684 | 4 529 | 5 289 | 5 659 | 6 250 | 7 131 | 7 677 | 8 153 | 8 082 | 7 310 | 7 776 | 8 099 | 6 185 | 7 097 | 7 110 | 6 981 | 6 031 | 6 091 | 6 284 | 6 805 | 6 642 | 6 195 | 5 976 | 5 901 | 5 557 | 5 173 | 4 919 |
| Para los censos de 1962 a 1999 la población legal corresponde a la población sin duplicidades (Fuente: INSEE [Consultar]) |       |       |       |       |       |       |       |       |       |       |       |       |       |       |       |       |       |       |       |       |       |       |       |       |       |       |       |       |       |       |       |       |       |       |       |